# Wilhelm Friedrich Ernst Bach
Pour les articles homonymes, voir Bach (homonymie).
Ne pas confondre avec son oncle, Wilhelm Friedemann Bach
Wilhelm Friedrich Ernst Bach, né le 24 mai 1759 à Bückeburg et mort le 25 décembre 1845 à Berlin, est un claveciniste allemand, fils ainé de Johann Christoph Friedrich Bach, et donc l'un des petits-fils de Jean-Sébastien Bach.
C'est avec lui que la descendance musicale de Jean-Sébastien Bach s’est éteinte.

## Biographie
Wilhelm Friedrich Ernst Bach naît le 24 mai 1759 dans une famille de musiciens. Il fut baptisé à Bückeburg le 27 mai 1759 et suivit l'enseignement de son père avant de partir pour Londres, chez son oncle Johann Christian qui l'accueillit de 1778 à 1782. Il commença dans la capitale anglaise une carrière de virtuose du clavecin mais la mort de son oncle le contraignit à revenir en Allemagne, donnant des concerts en France et en Hollande.
Wilhelm Friedrich fut ensuite nommé en 1787 au poste de directeur de la musique à Minden (près de Bückeburg) et fut ensuite appelé à Berlin, à la cour de Frédéric-Guillaume II de Prusse qui lui confia la formation musicale de ses enfants. Quatorze années durant, il tint le clavecin et le piano et fut même le claveciniste personnel de la reine. À cette époque, il prit Charlotte Philippine Henriette Elerdt pour épouse à Berlin le 21 janvier 1798. Elle décédera trois ans et demi plus tard après lui avoir donné deux filles (la deuxième ne vivra que 6 ans). Il aura ensuite une fille et un fils, avec Wilhelmine Susanne Albrecht qu'il épouse toujours à Berlin le 2 août 1802. Son fils meurt avant son premier anniversaire.
En 1811, Wilhelm Friedrich prend sa retraite et aura l'honneur de voir célébrée la mémoire de Johann Sebastian : il assiste, le 23 avril 1843 à Leipzig, à l'érection d'un monument en l'honneur de son grand-père. Il meurt à Berlin le 25 décembre 1845 et est inhumé au cimetière II de la Sophiengemeinde sur la Bergstrasse à Berlin-Mitte. Il a été initié franc-maçon et membre de la loge berlinoise Friedrich zu den drei Seraphim en 1805.